# Собор Святого Пелина (Корфинио)
Собор Святого Пелина (итал. Concattedrale di San Pelino) — собор епархии Сульмона-Вальвы Римско-католической церкви в городе Корфинио (бывший Корфиний, затем Вальва, Пентина, с 1928 года Корфинио), в провинции Л'Акуила, в регионе Абруццо, в Италии.
Соборный комплекс состоит из церкви Святого Пелина и оратория Святого Александра.

## История
Первая базилика была построена над могилой святого Пелина, епископа Бриндизи, мученика во времена императора Юлиана Отступника, который был похоронен в районе города Корфиний, бывшей столице италийских народов, восставших против Рима. По преданию, строительство храма связано с Чиприоте, учеником Святого Пелина. Во времена правления лангобардов город стал называться Вальва. После нападений арабов в 881 году и венгров в 937 году город пришел в упадок.
В 1075 году епископ Тразмондо, сторонник Папы Григория VII, о чем свидетельствует Казаурийская хроника, восстановил базилику вместе с храмом Святого Памфилия в Сульмоне, наняв рабочих, которые до этого построили аббатство Сан Либераторе а Майелла. Эта работа была прервана в 1092 году. К этому времени был построен трансепт c апсидой оратория Сант'Алессандро, возведенного на правой стороне церкви Сан Пелино, где положили мощи Святого Папы Александра I (109—119).
Работа была возобновлена и завершена епископом Гвальтьеро в 1104–1124 годах, который торжественно освятил собор в 1124 году. Церковь вновь была освящена в 1181 году во время обретения мощей святого Пелино. В 1229 году здание было сожжено, после восстановлено Джустино из Кьети, имя которого и дата окончания реставрации, 1235 год, вырезаны на стене храма. К концу XIII века он окончательно получил статус собора епископства.
Неоднократно разрушавшаяся землетрясениями, внутреннее убранство церкви было перестроено в стиле барокко XVII и XVIII веков. Эти дополнения и реконструкции были полностью удалены после реставрационных работ 1970-х годов, которые вернули зданию первозданный вид в романском стиле. Реставраторы убрали купол с барабаном и восстановили деревянную крышу над центральным нефом.

## Описание

### Церковь Святого Пелина
Фасад состоит из двух отдельных частей, построенных в разные эпохи. Нижняя часть состоит из двух слепых арок и центрального портала, украшенного фризами и волютами, в обрамлении двух пилястр, и увенчанного люнетом. Верхняя часть лишена каких-либо декоративных элементов. Другой портал находится на левой стороне храма.
Церковь имеет три нефа, разделенных колоннами, которые поддерживают стрельчатые арки, и трансепт. Неф заканчивается апсидой XIII века, в то время как две других апсиды находятся во внешней части трансепта.
Особую историческую и художественную ценность представляют:
- каменный образ Мадонны с благословляющим младенцем, которая находится в нише в левой части трансепта;
- кафедра на столбе в центральном нефе, построенная между 1168 и 1188 годами епископом Одеризио да Райано, которая была демонтирована в эпоху барокко и восстановлена в прошлом веке;
- фрагменты фресок XIII века, некоторые из которых принадлежат кисти миниатюриста Маэстро Боминако;
- хоры, ведущие к пресвитерию, созданные в 1738 году Фердинандо Моска.

### Ораторий Святого Александра
Ораторий, который начинается от основного здания базилики и завершается оборонительной башней, был возведен на правой стороне церкви Святого Пелина для размещения в нем мощей Папы Александра I (109–119), хотя место захоронения понтифика не было идентифицировано.
Заканчивается прямоугольной апсидой. Вопрос о происхождении здания до сих пор обсуждается специалистами. Некоторые полагают, что это трансепт так и не построенной большой церкви епископа Тразмонда. Интерьер здания разделен на четыре отсека с крестовым сводом. Апсида украшена фресками XIII века, изображающими святых.